# She said yeah
She said yeah (of She said "yeah") is een rock-'n-rollnummer dat in 1958 is geschreven door de Amerikaanse liedjesschrijvers Roddy Jackson en Don Christy. Achter het pseudoniem Don Christy verborg zich Sonny Bono. In hetzelfde jaar was Larry Williams de eerste die het nummer opnam. Het kwam in januari 1959 uit als single, met als B-kant Bad boy. De A-kant is in 1964 opgenomen door The Animals en in 1965 door The Rolling Stones. De B-kant is in 1965 opgenomen door The Beatles.
Tot verrassing van de ik-figuur in het liedje stemt het meisje dat hij aanspreekt met alles wat hij voorstelt in.

## Versie van Larry Williams
She said yeah werd geen hit, net zomin als de andere platen van Larry Williams die in 1959 werden uitgebracht. Begin 1960 zette Specialty Records hem dan ook aan de kant, al had dat ook te maken met zijn arrestatie wegens drugshandel.
In 1984 verscheen een boxset van zes singles onder de naam Larry Williams' Specialty hits. She said yeah/Bad boy was een van de zes.

## Versie van The Animals
The Animals zetten She said yeah op de Britse versie van hun debuutalbum The Animals, dat in oktober 1964 uitkwam. Het staat niet op de Amerikaanse versie van het album, waar trouwens maar zeven nummers op staan die ook op de Britse versie staan.
In de Verenigde Staten kwam She said yeah uit in februari 1965 op het tweede Amerikaanse (en Canadese) album van de groep: The Animals on tour (MGM E 4281). De titel suggereert dat het een livealbum was, maar het was een studioalbum.
In juli 1965 verscheen in het Verenigd Koninkrijk een extended play (ep) met vier nummers van de Britse versie van het album The Animals: I'm in love again, Bury my body, I'm mad again en She said yeah. De ep heette simpelweg The Animals, maar wordt wel The Animals 2 genoemd, want in maart 1965 was ook al een ep met de naam The Animals verschenen. The Animals (2) kwam pas in april 2015 als heruitgave in een beperkte oplaag beschikbaar voor de Amerikaanse markt.

## Versie van The Rolling Stones
The Rolling Stones namen het nummer begin september 1965 op voor hun album Out of our heads. Het staat alleen op de Britse versie van dat album. De samenstelling van de Amerikaanse versie wijkt aanzienlijk af. Maar zes nummers staan op allebei de versies.
In de Verenigde Staten kwam She said yeah op 22 november 1965 uit op het album December's children (and everybody's).
In Nederland en Duitsland kwam in december 1965, respectievelijk januari 1966 een extended play (ep) uit met vier nummers van The Rolling Stones: She said yeah, Gotta get away, Talkin' bout you en The singer not the song. De ep heette simpelweg The Rolling Stones (Nederland: Decca SDE 7503; Duitsland: Decca DX 2371).
Het nummer staat verder nog op de verzamelalbums Milestones en de deluxe-editie van GRRR!.
De bezetting was:
- Mick Jagger, zang
- Keith Richards en Brian Jones, elektrische gitaar en achtergrondzang
- Bill Wyman, basgitaar
- Charlie Watts, drums

## Andere versies
- Russ Ballard op het album Barnet dogs van 1980.[7]
- Cliff Bennett and the Rebel Rousers brachten in november 1964 een ep uit onder de naam She said "yeh". She said yeah is het eerste nummer van deze ep.[8]
- Paul McCartney op het album Run devil run uit 1999.[9]
- The Undertakers namen het nummer in de jaren zestig op. Het werd voor het eerst uitgebracht op hun verzamelalbum The Undertakers unearthed uit 1996.